# انتیپلو
انتیپلو (به لاتین: Antipolo) یک منطقهٔ مسکونی در فیلیپین است که در ریزال واقع شده‌است.

## خصوصیات
انتیپلو ۱۵۶ متر بالاتر از سطح دریا واقع شده‌است.